# Per Kellberg
Per Viktor Kellberg, född 14 september 1919 i Adolf Fredriks församling, Stockholm, död 18 juli 1980 i Norrtälje,var en svensk författare och översättare.
Kellberg skrev såväl vuxen- som ungdomsböcker. Han skrev även litteraturkritik i Expressen från 1948 och kåserier i Dagens nyheter och var flitigt verksam som översättare. Han översatte bland annat de fyra första Tintin-album som gavs ut på svenska: Den mystiska stjärnan (1960), Kung Ottokars spira (1960), Enhörningens hemlighet (1961) och Rackham den rödes skatt (1962).
Hans författarstil i vuxenböckerna har karaktäriserats sålunda: ”Skärgårdsberättare m fin lokalskildring som ram f livliga, humoristiska berättelser.” (Litteraturlexikon, 1974)

## Böcker
- Blindbock (Ljus, 1943)
- Vi på Väddö : noveller (LT, 1957)
- Pojkarna Pirat (Bonnier, 1957)
- Lasse i Gatan: plundrare eller sjöhjälte? (Bonnier, 1963)
- Tom Pirat, nästan 13 (Bonnier, 1968)
- Pirat i blåsväder (Bonnier, 1969)
- Talatta : skärgårdsberättelser (LT, 1970)
- Tankar och en tax (Lindqvist, 1976)

## Översättningar (urval)
- Henry James: Amerikan i Paris (The American) (översättning Erik G. Folcker, moderniserad av Per Kellberg) (Natur och kultur, 1944)
- Karl Riise: Bland levande lik: tre år i koncentrationsläger (Tiden, 1945)
- François Mauriac: Mot havet (Les chemins de la mer) (översättning Ann Bouleau, verserna tolkade av Per Kellberg) (Tiden, 1946)
- Martin A. Hansen: Lycklige Kristoffer (Lykkelige Kristoffer) (Tiden, 1946)
- Eric Leyland: Flame i Afrika (Flame over Africa)( Bonnier, 1956)
- Frank Crisp: Undervattenspirater (The Java wreckmen) (Bonnier, 1957)
- Anthony Buckeridge: Jennings i skolan (Jennings goes to school) (Bonnier, 1959)
- Jonathan Swift: Gullivers resor (Gulliver's travels) (översättning Per Kellberg [del 1], Claës Gripenberg [del II-IV]) (Raben & Sjögren, 1965)
- Ian Fleming: Chitty-chitty-bang-bang: den magiska bilen (Chitty-chitty-bang-bang: adventure number one) (Bonniers, 1966)
- Johanna Spyri: Heidi (Heidi) (Bonnier, 1968)
- Cecil Day Lewis: Vi killar på tjuvjakt (The Otterbury incident) (Bonnier, 1969)
- Steve Frazee: Bröderna Cartwright: Hoss och den jagade puman (Bonanza - killer lion) (Bonnier, 1971)
- Sterling Hayden: Jungfruresan (Voyage: a novel of 1896) (Askild & Kärnekull, 1978)
- Hubert Selby Jr: Slutstation Brooklyn (Last exit to Brooklyn) (Askild & Kärnekull, 1980)

## Filmmanus
- Vi på Väddö (tillsammans med regissören Arthur Spjuth) (1958)